# Lotta Borg Skoglund
Charlotte ”Lotta” Borg Skoglund, född 13 maj 1975 i Hedvig Eleonora församling i Stockholm, är en svensk allmänläkare, psykiater och författare.

## Biografi
Lotta Borg Skoglund är disputerad inom ADHD och läkemedelsbehandling vid samsjuklighet med skadligt bruk och beroende och har forskat inom beroendemedicin och neuropsykiatri. Hon har arbetat på vårdcentral och inom specialistpsykiatri, varit klinisk amanuens på Karolinska Institutet samt konsultläkare i Kriminalvården och på Akademiska sjukhuset i Uppsala. 
Borg Skoglund har författat flera populärvetenskapliga böcker, främst om ADHD och andra neuropsykiatriska funktionsnedsättningar. Hon fick genomslag med boken ADHD - från duktig flicka till utbränd kvinna (2020), om hur biologiska faktorer spelar in i hur ADHD tar sig uttryck. Borg Skoglund menar att forskningen om ADHD utgår ifrån pojkar och män, vilket leder till att flickor och kvinnor oftare blir utan diagnos eller inte får en lika effektiv läkemedelsbehandling.
"Flickor och kvinnor med adhd utvecklar oftare [än pojkar och män] psykiatriska problem i form av ångest och depression, tvångssyndrom (OCD) och kompensatoriska strategier i form av till exempel perfektionism vilket inte sällan leder omgivningen att tänka kring andra diagnoser och förklaringar än adhd." (Ur ADHD - från duktig flicka till utbränd kvinna)
Boken har översatts till danska, estniska, koreanska och engelska.  
År 2021 medverkade Lotta Borg Skoglund som expert i UR:s talkshow Superföräldrar.
Som samhällsdebattör fokuserar Borg Skoglund främst på att upplysa om forskning på flickor och kvinnor med ADHD och hur familjelivet påverkas av att en eller flera familjemedlemmar har en neuropsykiatrisk diagnos. Hon driver även opinion om en ökad medvetenhet om ADHD på arbetsplatser  samt hos en äldre population.
Lotta Borg Skoglund är även grundare tillsammans med Martin Hammarström av den privata kliniken SMART Psykiatri som fokuserar på NPF, däribland ADHD-diagnoser. Den 26 maj 2024  uppmärksammade kvällstidningen Aftonbladet att en patient som fått ADHD-diagnos via SMART Psykiatri, efter att ha betalat uppemot 34 000 kronor för sin utredning, nekats vidarebehandling av region Stockholm. Detta på basis av att patienten ansetts ha "köpt" sin diagnos via den privata kliniken.

## Publicerade böcker
- 2017 – Lyssnar din tonåring? (Natur & Kultur)[21]
- 2020 – ADHD : från duktig flicka till utbränd kvinna (Natur & Kultur)[22]
- 2021 – Svart bälte i föräldraskap (Natur & Kultur)[23]
- 2022 – ADHD på jobbet (Natur & Kultur)[24]
- 2023 – Åren går : ADHD består (Natur & Kultur)[25]
- 2023 – Beroende i praktiken (Natur & Kultur)[26]